# Ilhéu Raso
Ilhéu Raso – niewielka wyspa wchodząca w skład Wysp Zawietrznych, które są częścią archipelagu Wysp Zielonego Przylądka. Jest otoczona od zachodu przez mniejszą wyspę Ilhéu Branco oraz od wschodu przez São Nicolau.

## Fauna
Jest niezamieszkana przez ludzi. Obecnie jest jedynym miejscem występowania krytycznie zagrożonego wyginięciem skowronka wyspowego (Alauda razae). Głuptak białobrzuchy (Sula leucogaster) i faeton białosterny (Phaethon aethereus) występują na wyspie w czasie sezonu lęgowego.
Ponadto jest jedną z dwóch wysp, gdzie zaobserwowano jaszczurkę z gatunku Macroscincus coctei – przypuszczalnie już wymarłą. Na wyspie wciąż występuje gekon wielki (Tarentola gigas) i inne jaszczurki z rodziny scynkowatych.